# Celal Atik
Celal Atik (Boğazlıyan, Yozgat, ? de 1920 — Ancara, 27 de abril de 1979) foi um lutador de luta livre turco.

## Carreira
Foi vencedor da medalha de ouro na categoria de 62–67 kg kg em Londres 1948.